# Río Alcudia
Río Alcudia är ett vattendrag i Spanien.   Det ligger i provinsen Provincia de Ciudad Real och regionen Kastilien-La Mancha, i den centrala delen av landet, 210 km sydväst om huvudstaden Madrid.